# دونكي كونغ: كينغ أوف سوينغ
دونكي كونغ: كينغ أوف سوينغ (بالإنجليزية: DK King of Swing)‏ تختصر دي كيه: كينغ أوف سوينغ، هي لعبة فيديو منصات ألغاز تم تطويرها بواسطة باون ونشرتها نينتندو. تبتعد كينغ أوف سوينغ عن طريقة لعب الألعاب الأخرى في سلسلة دونكي كونغ، وبدلاً من ذلك تتميز بشخصيات تدور حول أوتاد للتقدم على غرار لعبة كلو كلو لاند على نينتندو إنترتينمنت سيستم. تتميز اللعبة بوضع مغامرة لاعب واحد، بالإضافة إلى وضع تنافسي متعدد اللاعبين لما يصل إلى أربعة لاعبين.
تم إصدار اللعبة لـ غيم بوي أدفانس في عام 2005 لاستقبال مختلط. تم إصدار تكملة لها بعنوان، دونكي كونغ: جنغل كلايمبر، في عام 2007.

## أسلوب اللعب
في اللعبة، تعتمد طريقة اللعب بشكل أساسي على استخدام الزرين L و R، حيث يتحكم كل منهما في اليد اليسرى واليمنى لشخصية اللاعب على التوالي. من خلال الضغط على الزناد، ستغلق قبضة الشخصية، وتستوعب أي شيء في نطاقها. يتم وضع الأوتاد وألواح المشابك في جميع أنحاء البيئة حتى تتمكن الشخصيات من فهمها، مما يسمح للاعب بالتسلق والعبور في محيطهم. سيؤدي الإمساك بالوتد باليد اليمنى أو اليسرى للشخصية إلى تدويرها في اتجاه عقارب الساعة أو عكس اتجاه عقارب الساعة حولها، ويجب على اللاعب استخدام زخم الدوران لدفعهم في الهواء. يمكن استخدام كل من المشغلات ودي باد للتأثير على حركة الشخصية الأفقية أثناء الطيران أو على الأرض. سيؤدي الضغط على كلا المشغلين مرة واحدة إلى قفز الشخصية، بينما سيؤدي الضغط على المشغلات إلى تخزين القوة، وبعد ذلك سيقومون بتنفيذ هجوم شحن عند إطلاق المشغلات. يمكن استخدام هذا لمهاجمة الأعداء أو عبور الفجوات الأطول. يمكن للاعبين أيضًا أداء مهام أخرى بأيدي شخصياتهم جنبًا إلى جنب مع زخم الغزل، مثل تدوير السواعد، وسحب الرافعات، ورمي الحجارة على الأعداء البعيدين.
في وضع المغامرة الفردي في اللعبة، يسرق كينغ ك. روول ميداليات الجوائز من بطولة جنغل جام القادمة، مما دفع دونكي كونغ لمطاردته واستعادة الميداليات المسروقة. يتحكم اللاعبون في دونكي كونغ أثناء سفره عبر خمسة عوالم، كل منها مكون من أربع مراحل ومعركة زعيم. موزعات موزعة على كل مرحلة ليجمعها دونكي كونغ، والتي يمكن للاعب إنفاقها في أي وقت أثناء اللعب لاستعادة صحة دونكي كونغ أو منحه مناعة مؤقتة. يمكن للاعبين العثور على واحدة من 20 جوز هند كريستالي مخبأة في كل مرحلة، والتي تُستخدم لفتح محتوى المكافأة. يمكن أيضًا العثور على ميدالية مسروقة في كل مرحلة تقريبًا، بالإضافة إلى كسبها من هزيمة كل رئيس. سيؤدي إكمال اللعبة مع جميع الميداليات الأربع والعشرين التي تم جمعها إلى فتح «وضع ديدي»، وهو إصدار أكثر صعوبة من الوضع الرئيسي حيث يتحكم اللاعب في ديدي كونغ. يمكن أيضًا فتح وضع هجوم الوقت لمراحل المغامرة.
في وضع جنغل جام، يمكن للاعب المشاركة في أحداث تنافسية لأربعة لاعبين ضد خصوم يتحكم فيهم الكمبيوتر أو ما يصل إلى ثلاثة لاعبين آخرين عبر استخدام كابل غيم لينك. هناك خمسة أنواع من أحداث جنغل جام: اثنان يعتمدان على السباق، واثنان يعتمدان على القتال، وواحد يعتمدان على منطقة الاستيلاء على اللوحة. يتم منح اللاعبين ميداليات برونزية أو فضية أو ذهبية لهزيمة خصوم وحدة المعالجة المركزية في أحداث اللاعب الفردي، مع فتح أحداث إضافية حيث يربح اللاعب ميداليات في وضع المغامرو. تظهر كل من دونكي كونغ وديدي كونغ وديكسي كونغ وفانكي كونغ كشخصيات قابلة للعب في جنغل جام افتراضيًا؛ من خلال الحصول على المقتنيات في وضع المغامرة والميداليات الذهبية في وضع جنغل جام، يمكن للاعبين أيضًا فتح ورينكلي كونغ وكريملينغز وكينغ ك. روول وبابلز من كلو كلو لاند.

## التقييم
| التقييم |           |
| --- | --------- |
| الدرجات الإجمالية المجموع نقاط غيم رانكينغز 71.85% ميتاكريتيك 70/100 نتائج المراجعة نشرة نقاط 1أب.كوم B غيم إنفورمر 7.75/10 غيم سبوت 7.3/10 آي جي إن 7.8/10 نينتندو باور 8/10 نينتندو ورلد ريبورت 9.5/10 إكس-بلاي |           |
| الدرجات الإجمالية |           |
| المجموع | نقاط      |
| غيم رانكينغز | 71.85%    |
| ميتاكريتيك | 70/100    |
| نتائج المراجعة |           |
| نشرة | نقاط      |
| 1أب.كوم | B         |
| غيم إنفورمر | 7.75/10   |
| غيم سبوت | 7.3/10    |
| آي جي إن | 7.8/10    |
| نينتندو باور | 8/10      |
| نينتندو ورلد ريبورت | 9.5/10    |
| إكس-بلاي | 2/5 stars |

تلقت اللعبة استقبالًا مختلطًا، حيث حصل على مجموع نقاط 71.85٪ من غيم رانكينغز بناءً على 39 تقييمًا. أعطت آي جي إن اللعبة 7.8 من 10، منتقدةً الرسومات ذات النمط الكرتوني باعتبارها خطوة كبيرة إلى الوراء عن الرسومات ثلاثية الأبعاد المعروضة مسبقًا والموجودة في سلسلة دونكي كونغ كانتري. ومع ذلك، فقد خلصوا إلى أن «دونكي كونغ كينغ أوف سوينغ هو مثال كلاسيكي على لعبة نينتندو تحاول شيئًا فريدًا ومألوفًا في نفس الوقت.»

## التكملة
صدرت تكملة للعبة، بعنوان دونكي كونغ: جنغل كلايمبر، تم إصدارها في عام 2007 لـ نينتندو دي أس. تلقى مراجعات إيجابية وكان يعتبر بشكل عام تحسينًا على كينغ أوف سوينغ.

## الملاحظات
1. ↑  تسمى باليابان: بورابورا دونكي (بالإنجليزية: Burabura Donkey‎؛ باليابانية: ぶらぶらドンキー؟)